# Kate McGarrigle
Kate McGarrigle (født 6. februar 1946, død 18. januar 2010) var en canadisk singer-songwriter, der især er kendt for sit samarbejde med søsteren Anna i folkemusik-duoen Kate og Anna McGarrigle. Desuden er hun mor til de to singer-songwritere Rufus Wainwright og Martha Wainwright, som hun fik med Loudon Wainwright III.
Kate og Anna McGarrigle udgav i 1975 albummet Kate and Anna McGarrigle, der blev godt modtaget. Albummets sange var primært selvskrevne, nogenlunde ligeligt fordelt mellem de to søstre. Sange fra dette album er senere indspillet af navne som Linda Ronstadt, The Corrs og Elvis Costello. Det blev i alt til ti album fra duoen, hvor Kate McGarrigle ofte spillede piano eller guitar. Blandt parrets særpræg var, at de indspillede adskillige numre på fransk og i det hele taget var præget af fransk-canadisk musik. 
Hun fik i 2006 konstateret cancer og brugte sine sidste år på at etablere en fond til udbredelse af viden om sarkom, en sjælden cancerart, som hun led af. Hendes sidste offentlige optræden fandt sted blot seks uger før hendes død, hvor hun gæsteoptrådte ved en koncert med sine to børn i Royal Albert Hall i London, hvis overskud gik til hendes fond.